# ألكسندر فريدمان
ألكسندر ألكسندروفيتش فريدمان (الروسية: Алекса́ндр Алекса́ндрович Фри́дман) هو عالم كون فيزيائي ورياضياتي سوفيتي وروسي.

## حياته وعمله
عاش أكسندر فريدمان معظم حياته في لينينغراد. حارب في الحرب العالمية الأولى (لأجل الإمبراطورية الروسية) كمفجر وعاش لاحقا في الثورة الروسية (1917).
حصل فريدمان على شهادته في جامعة سانت بطرسبرغ عام 1910، وأصبح محاضرا في كلية سانت بطرسبرغ للهندسة التعدينية، وأستاذا في جامعة بيرم في عام 1918.
اكتشف حل الكون المتمدد لمعادلات النسبية العامة المجالية في عام 1922، والتي أُيّدَت بمراقبات إدوين هابل في عام 1929.
ُنشرت أوراق فريدمان عام 1924، بما فيها «عن احتمالية عالم بانحناء فضائي سلبي متواصل» في جريدة الفيزياء الألمانية، مثبتاً أن له الاستحقاق لكل نماذج فريدمان الثلاث، واصفاً الانحناء الموجب والسالب والصفري على التوالي قبل عقدٍ مِن نَشْر روبيرتسون وواكر لتحليلاتهم.
هذا النموذج الديناميكي الكوني عن النسبية العامة سيأتي ليكون القاعدة الأساسية لنظرية الانفجار العظيم ونظرية الحالة الثابتة. عمل فريدمان يدعم النظريتين بالتساوي، لذا لم يتم التخلّي عن نظرية الحالة الثابتة لصالح نظرية الانفجار العظيم، المفضّلة الآن، إلى أن تم الكشف بـالأشعة الكونية الميكروموجية الخلفية.
الحل الكلاسيكي لمعادلات أينشتاين المجالية والذي يصف كون متجانس ومتّحد الخواص يسمى متري فريدمان-ليمايتاري-روبيرنسون-واكر، أو إحداثيات روبرتسون-ووكر نسبة لفريدمان، وروبيرتسون، واكر وجورج ليمايتاري الذي عمل على المشكلة في العشرينات والثلاثينات مستقلاً عن فريدمان.
بالإضافة للنسبية العامة، تضمنت اهتمامات فريدمان ديناميكا الموائع وعلم الأرصاد الجوية. في يونيو 1925 أُعطِيَ وظيفة مدير مراقبة فيزياء الأرض الرئيسية في لينينغراد. في يوليو 1925 شارك في رحلة بالون واضعة لرقم قياسي، بالغة ارتفاع 7,400 متر (24,000 قدم).
توفي فريدمان في 16 سبتمبر 1925، عن 37 عاماً، بسبب حمّى تيفود التقطها خلال إجازة في القرم.
فيزيائي آخر شهير، جورج جاموف، كان تلميذاً لفريدمان.

## روابط خارجية
- ألكسندر فريدمان على موقع الموسوعة البريطانية (الإنجليزية)